# Eleni Foureira
Eleni Foureira (græsk: Ελένη Φουρέιρα; født 7. marts 1987) er en græsk sanger, skuespiller, danser og modedesigner med albansk oprindelse, som repræsenterede Cypern ved Eurovision Song Contest 2018 med sangen "Fuego". Hun opnåede en 2. plads i den europæiske sangkonkurrence og tabte til Netta Barzilai fra Israel.